# Macalpinomyces neglectus
Macalpinomyces neglectus är en svampart som först beskrevs av Niessl, och fick sitt nu gällande namn av Vánky 2004. Macalpinomyces neglectus ingår i släktet Macalpinomyces och familjen Ustilaginaceae.   Inga underarter finns listade i Catalogue of Life.